# Karneol

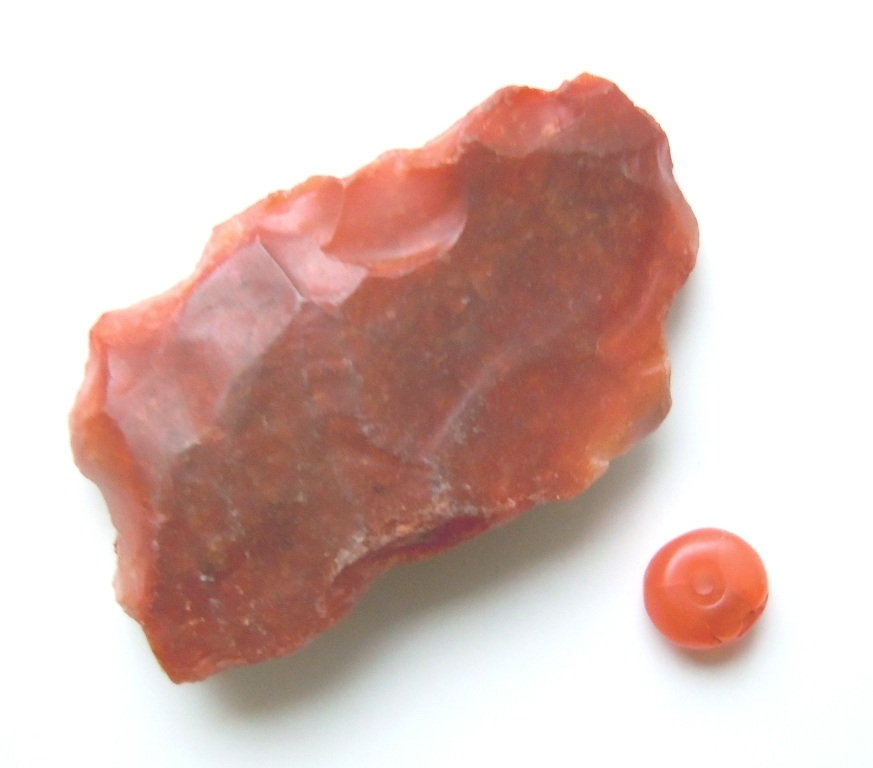
Karneol

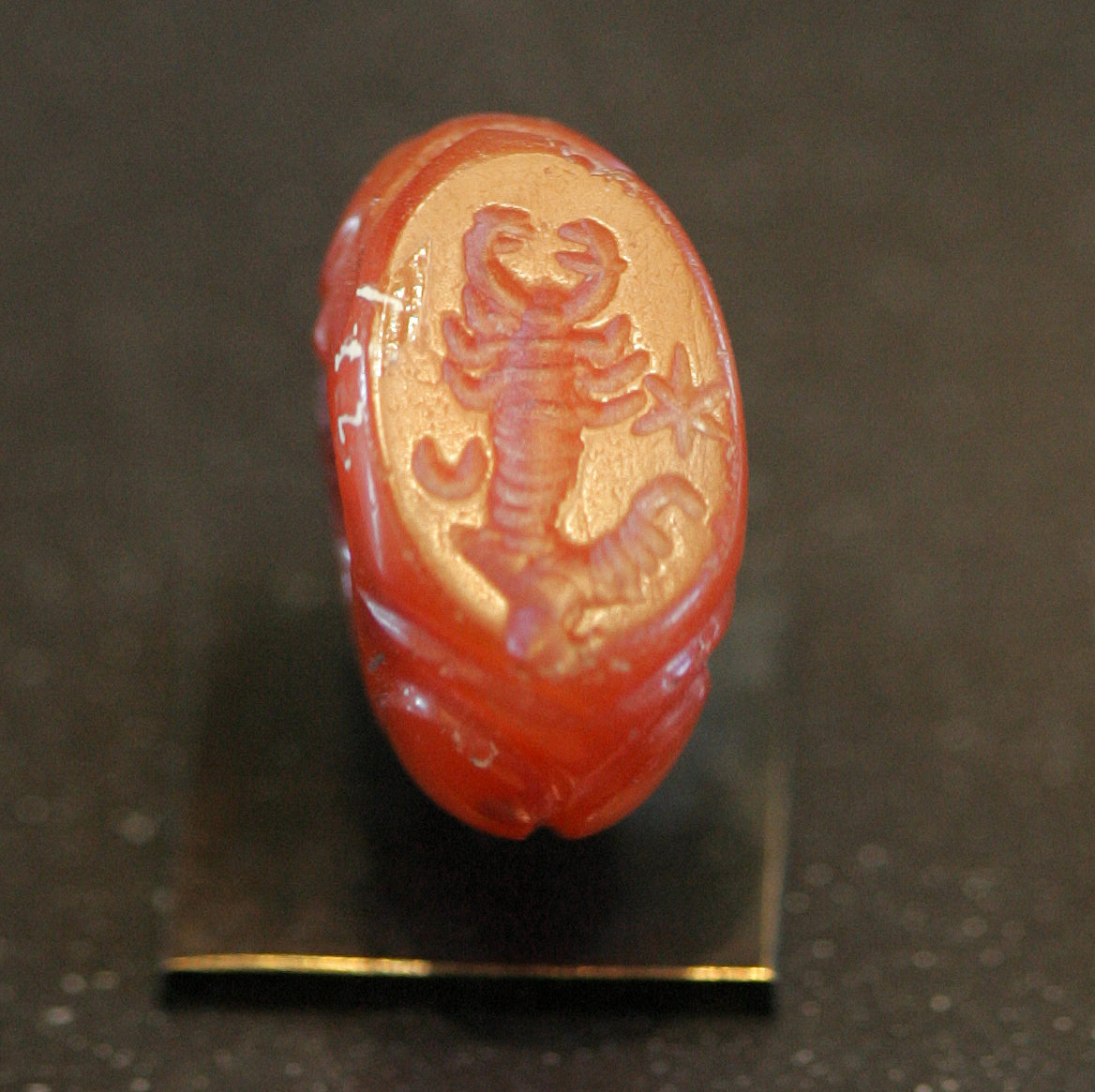
Karneolból készült pecsételő

A karneol egy hematittól színezett, sugaras, szálas kalcedonváltozat.
Neve a latin cerasus (cseresznye) szóból ered, mely később carneolummá alakult, ami hússzínű drágakövet jelent.

## Leírása
Színe a vas-oxidtól narancsvörös.
A kolloidális kovasav különböző fokozatú kristályosodásából alakul ki. A karneol magmás, metamorf, üledékes környezetekben is megjelenik.
Gumókban bányásszák, már az ókorban felhasználták ékszerek, pecsétek és kisebb dísztárgyak készítésére.
Legnagyobb lelőhelyei Indiában, Brazíliában és Oroszországban találhatók.